# District minier de Yingshouyingzi
Le district minier de Yingshouyingzi (鹰手营子矿区 ; pinyin : Yīngshǒuyíngzi Kuàngqū) est une subdivision administrative de la province du Hebei en Chine. Il est placé sous la juridiction de la ville-préfecture de Chengde.